# Tomasz Agatowski
Tadeusz Tomasz Agatowski (ur. 28 października 1949 w Inowrocławiu, zm. 13 sierpnia 2004 w Poznaniu) – polski poeta, eseista, recenzent, autor tekstów piosenek oraz promotor kultury.

## Życiorys
Ukończył studia na Wydziale Dziennikarstwa i Nauk Politycznych Uniwersytetu Warszawskiego. Był autorem około 2000 publikacji, w tym reportaży, fotoreportaży, felietonów, recenzji, esejów, analiz badawczych, wywiadów, not, czy pozycji prozą. W prasie zadebiutował dwoma wierszami we wrześniu 1966 ("Głos Olsztyński"). W 1987 nastąpił jego debiut książkowy – tom "Są nieba większe" (wydawnictwo Iskry). Publikował materiały w prasie wojskowej, tygodniku „Wprost” i „Dzienniku Poznańskim”. Prowadził własną kawiarnię literacką ”Finezja twórczości”. Prowadził warsztaty poetyckie w poznańskich liceach, tzw. „Spotkania z Tomaszem”.
Był przewodniczącym ogólnopolskich konkursów poetyckich "Szuflada" w Choszcznie oraz im. Stanisława Czernika w Ostrzeszowie. Był członkiem Związku Literatów Polskich.
Jego utwory zostały przetłumaczone na język angielski, niemiecki, włoski, grecki, ukraiński, czeski, bułgarski i białoruski. 
Został pochowany na cmentarzu Jeżyckim w Poznaniu.

## Ważniejsze publikacje książkowe
Do jego najważniejszych publikacji książkowych należą:
- Światło Nemezis (1994, Poznań),
- Białe modlitwy (1994, Poznań),
- Jeśli Wytrwasz (1995, Poznań),
- Jaki byłby ogień (1997, Poznań),
- Ja mniejszy brat Słowa (1998, Poznań),
- Między nami legendami (1999, śpiewogram z muzyką Andrzeja Borowskiego), uhonorowany Grand Prix Krajowego Przeglądu w Łańcucie,
- Perły i chóry (2000, Poznań), książka foniczna uhonorowana nagrodą im. Ryszarda Milczewskiego-Bruno[1].

Był współautorem Księgi Pamiątkowej (Aere perennius) na jubileusz naukowy prof. Gerarda Labudy. Jego sentencje znalazły się w zbiorze Złote myśli Ludzi Wielkiego Serca, Umysłu, Talentu (2001, Fundacja Dzieciom "Zdążyć z pomocą").